# Claude Humbert
 (mai 2021).
La mise en forme du texte ne suit pas les recommandations de Wikipédia : il faut le « wikifier ».
Les points d'amélioration suivants sont les cas les plus fréquents. Le détail des points à revoir est peut-être précisé sur la page de discussion.
- Les titres sont pré-formatés par le logiciel. Ils ne sont ni en capitales, ni en gras.
- Le texte ne doit pas être écrit en capitales (les noms de famille non plus), ni en gras, ni en italique, ni en « petit »…
- Le gras n'est utilisé que pour surligner le titre de l'article dans l'introduction, une seule fois.
- L'italique est rarement utilisé : mots en langue étrangère, titres d'œuvres, noms de bateaux, etc.
- Les citations ne sont pas en italique mais en corps de texte normal. Elles sont entourées par des guillemets français : « et ».
- Les listes à puces sont à éviter, des paragraphes rédigés étant largement préférés. Les tableaux sont à réserver à la présentation de données structurées (résultats, etc.).
- Les appels de note de bas de page (petits chiffres en exposant, introduits par l'outil «  Source ») sont à placer entre la fin de phrase et le point final[comme ça].
- Les liens internes (vers d'autres articles de Wikipédia) sont à choisir avec parcimonie. Créez des liens vers des articles approfondissant le sujet. Les termes génériques sans rapport avec le sujet sont à éviter, ainsi que les répétitions de liens vers un même terme.
- Les liens externes sont à placer uniquement dans une section « Liens externes », à la fin de l'article. Ces liens sont à choisir avec parcimonie suivant les règles définies. Si un lien sert de source à l'article, son insertion dans le texte est à faire par les notes de bas de page.
- La présentation des références doit suivre les conventions bibliographiques. Il est recommandé d'utiliser les modèles {{Ouvrage}}, {{Chapitre}}, {{Article}}, {{Lien web}} et/ou {{Bibliographie}}. Le mode d'édition visuel peut mettre en forme automatiquement les références.
- Insérer une infobox (cadre d'informations à droite) n'est pas obligatoire pour parachever la mise en page.

Pour une aide détaillée, merci de consulter Aide:Wikification.
Si vous pensez que ces points ont été résolus, vous pouvez retirer ce bandeau et améliorer la mise en forme d'un autre article.
Ne doit pas être confondu avec Claude Imbert.
Pour les articles homonymes, voir Humbert.
Claude Humbert, né en Meurthe-et-Moselle dans les années 1960, est un photographe et un réalisateur de documentaires français.

## Biographie
Claude Humbert est principalement actif dans le milieu des festivals de films de voyage, à titre individuel ou en tant que membre actif d'Aventure du Bout du Monde.
Sa première exposition, à Vulcania en 2007, est le point de départ de sa reconversion professionnelle vers les métiers de l'image.

### Le Tour du monde en quatre-vingts volcans/Terres de volcans
En 2012, lors d'un festival d'Aventure du Bout du Monde, il est repéré par Claude Hervé, alors président de Peuples et Images du Monde, qui lui propose d'intégrer ce circuit de conférences, d'abord avec le triptyque Saint Pétersbourg / Moscou / Kamtchatka, puis avec Le tour du monde en quatre-vingts volcans,,,,,.
En 2016, à l'occasion du festival de l'Image de Saint-Valery en Caux, le film est doublé de l'expo photo Terres de volcans,.

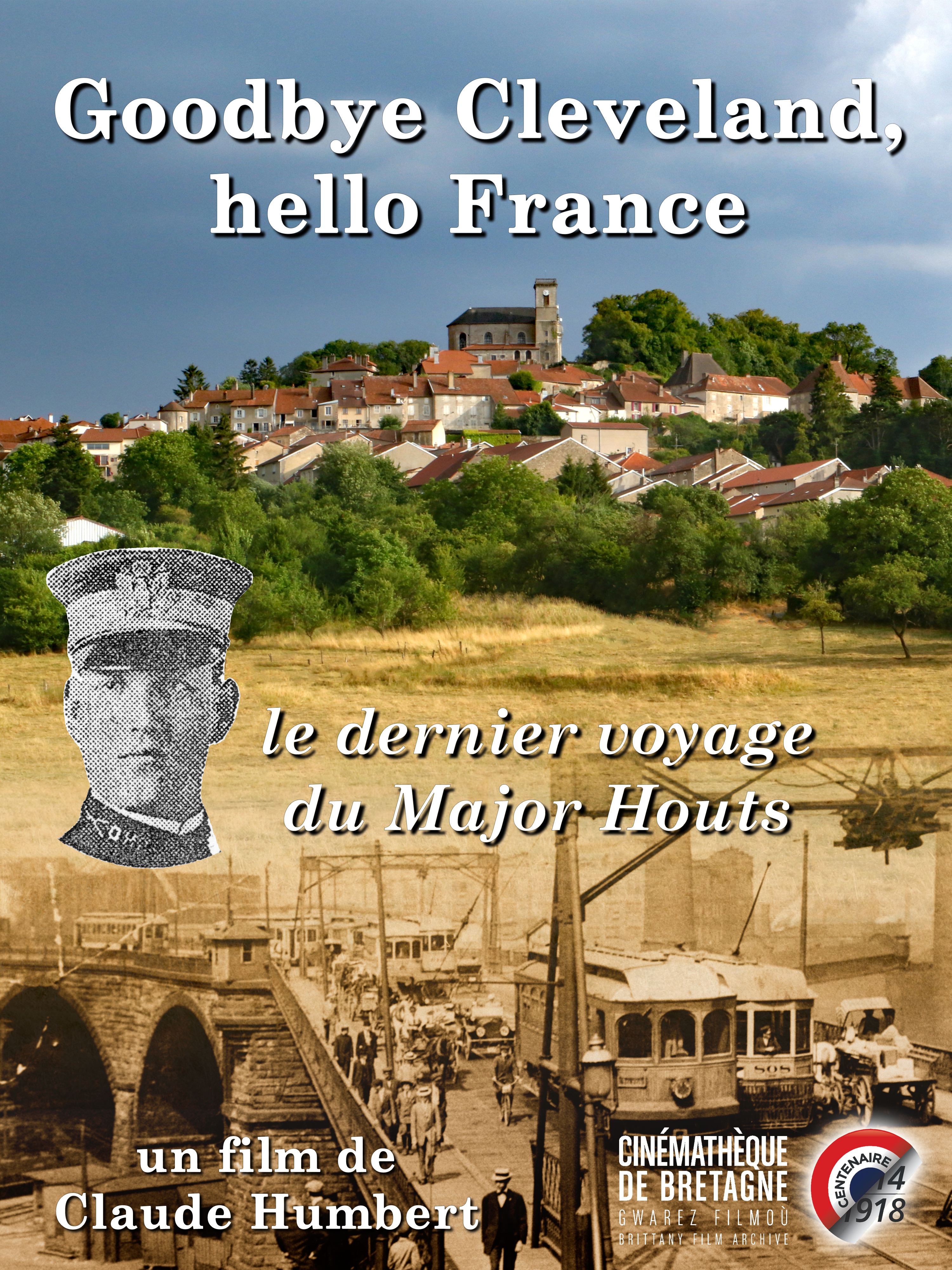
Affiche du film Goodbye Cleveland, hello France.

### Goodbye Cleveland, hello France
En 2012, Claude Humbert met en chantier un film documentaire sur un soldat américain de la Première Guerre mondiale. Celui-ci, le Major Arthur Samuel Houts, avait laissé sa malle dans la famille de Claude en 1918.
En 2014, le projet, soutenu par la Mission Histoire de la Meuse, reçoit le label Centenaire 1914-1918. Le projet reçoit également le soutien de la cinémathèque de Bretagne, qui met à la disposition du réalisateur son fonds d'images d'époque filmées par l'armée américaine, et récemment numérisées en haute définition. Les voix de la version américaine sont réalisées par la section théâtre de l'Université d'État de l'Ohio, à Columbus, dans l'Ohio. En 2017, après plusieurs années d'enquête et de tournage, le film est prêt à être présenté des deux côtés de l'Atlantique,.

## Expositions

### Carnet de voyage
- 2007 : Kamtchatka, Vulcania / Rendez-vous du carnet de voyage, Clermont-Ferrand

### Expos photo collectives
- 2006 : Marchés du Monde
- 2007 : Amériques
- 2010 : Routes de la soie
- 2012 : Santa Claus, Festival d'Art Numérique, Épinal
- 2013 : Fleurs du monde
- 2014 : Espagne, Château de l’Étang, Saran

### Expos photo personnelles
- Terres de volcans, Festival de l'Image de Saint-Valery-en-Caux (2016) / château des Longues Allées à Saint-Jean-de-Braye (2020) / festival Nature et Environnement de Conflans-en-Jarnisy (2021)[7],[12]
- Spicy Orleans / L'Orléans des Tropiques, Orléans (2018) / Massy (2022) / Orléans (2025)[13]

## Filmographie
- 2014 : Le tour du monde en quatre-vingts volcans
- 2017 : Goodbye Cleveland, hello France
- 2018 : Rue de Verdun[14]
- 2020 : Bulgarie, entre plaines et montagnes
- 2020 : Boigny, 2019 après J.C.[15]
- 2023 : Boigny-sur-Bionne, 2 500 ans d'occupation
- 2024 : Nord et Sud
- 2025 : Cuba